# Tanacetum siculum
L'erba-amara siciliana (Tanacetum siculum (Guss.) Strobl, 1882) è una pianta della famiglia delle Asteraceae, endemica della Sicilia.

## Descrizione
È una pianta erbacea perenne, emicriptofita scaposa, con fusti alti da 30 a 90 cm.

Simile a Tanacetum vulgare, ma più gracile; i capolini, di colore giallo carico, hanno forma campanulata, larghi 4–5 mm e lunghi circa 6 mm, con involucro a squame leggermente lanuginose.

## Biologia
È una specie pioniera che colonizza le colate laviche recenti.

## Distribuzione e habitat
È un endemismo della Sicilia orientale, con areale circoscritto alle  pendici dell'Etna.
Cresce in ambienti aperti, boscaglie di Betula aetnensis, radure, pascoli d'alta quota, frequentemente in associazione con Astragalus siculus e Silene sicula.